# Ruth Schaumann
Ruth Schaumann (Amburgo, 17 agosto 1899 – Monaco di Baviera, 13 marzo 1975) è stata una scrittrice, poetessa e scultrice tedesca, attiva nel XX secolo, la cui opera spazia dalla narrativa alla poesia e alla scultura, con una marcata ispirazione religiosa e spirituale.

## Biografia
Ruth Schaumann nacque ad Amburgo nel 1899. A causa di una malattia contratta durante l'infanzia, perse in parte l’udito. Studiò presso l'Accademia delle Belle Arti di Monaco di Baviera, dove fu allieva dello scultore Hermann Hahn.
Nel 1923 si convertì al cattolicesimo, scelta che influenzò profondamente sia la sua visione artistica che la sua produzione letteraria.
Durante il regime nazista, la sua opera non fu promossa dallo Stato e venne considerata marginale rispetto alla cultura ufficiale. Dopo la guerra, fu accolta nell'Accademia Bavarese delle Belle Arti.
Morì a Monaco di Baviera nel 1975.

## Carriera artistica

### Scultura
Come scultrice, Ruth Schaumann fu attiva soprattutto tra gli anni Venti e Cinquanta. Lavorò con materiali tradizionali come legno, pietra e terracotta, prediligendo la rappresentazione di soggetti sacri, figure evangeliche e simboli cristiani.
Le sue sculture, presenti in chiese e luoghi pubblici della Germania meridionale, mostrano una sintesi tra forme espressioniste e un rigore spirituale ispirato all’arte romanica e gotica. Schaumann cercava, attraverso l’arte, un contatto diretto con il mistero del sacro, traducendo nella materia la sua interiorità credente.

### Letteratura
Oltre che scultrice, Ruth Schaumann fu una prolifica scrittrice di romanzi, racconti, poesie e saggi. La sua scrittura è caratterizzata da una forte carica autobiografica, spirituale e simbolica. Temi ricorrenti sono la solitudine, la malattia, la fede, la lotta interiore e il rapporto tra individuo e comunità.
Tra le sue opere narrative principali si ricordano:
- Die ungleichen Brüder (1927), romanzo che esplora il conflitto tra fratelli come metafora di divisioni morali e spirituali;[3]
- Ruf der Heimat (1935), una riflessione sul senso di appartenenza e radicamento durante i tempi instabili del nazismo;[3]
- Fünf Kelche (1951), in cui la simbologia cristiana si intreccia con vicende personali e spirituali.[3]

Le sue poesie, pubblicate in diverse raccolte, affrontano con linguaggio sobrio e profondo temi di sofferenza, redenzione, maternità spirituale e tensione verso il divino. Parte della sua produzione è accessibile attraverso il Progetto Gutenberg.

## Accoglienza
Studi accademici hanno rivalutato la sua opera, soprattutto per il ruolo di “testimone” di epoche storiche difficili e per la sua riflessione spirituale e letteraria.